# Sematophyllum lithophilum
Sematophyllum lithophilum är en bladmossart som beskrevs av Johan Ångström 1876. Sematophyllum lithophilum ingår i släktet Sematophyllum och familjen Sematophyllaceae. Inga underarter finns listade i Catalogue of Life.